# Vicente Navarro Romero

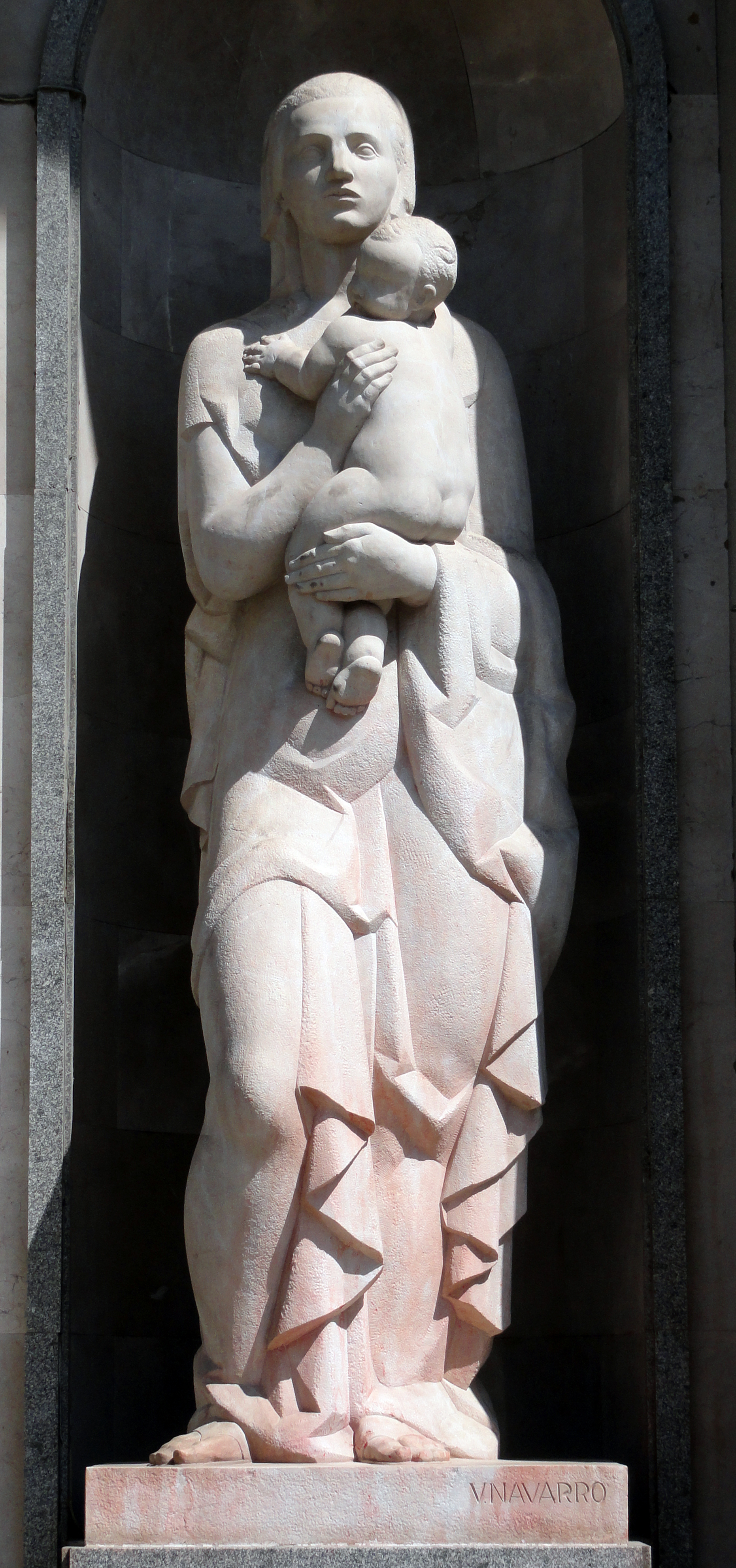
Vicente Navarro Romero, Paseo de San Juan 102, Barcelona

Vicente Navarro Romero, también conocido en catalán como Vicenç Navarro (Valencia, 1888- Barcelona, 1979), fue un escultor establecido en Barcelona, donde desde 1918 ocupó el cargo de catedrático de escultura en la Escuela de Bellas Artes de la Lonja.
Sus estudios los realizó en la Escuela de Bellas Artes de San Carlos en Valencia por medio de la misma consiguió una beca para realizar estudios como pensionado en Roma durante el año 1913. Fue nombrado académico por la Real Academia de Bellas Artes de San Carlos de Valencia, la Real Academia Catalana de Bellas Artes de San Jorge de Barcelona y la Real Academia de Bellas Artes de San Fernando de Madrid.

## Obra
Su producción escultórica está compuesta, además de numerosos retratos e imágenes religiosas, por encargos de monumentos públicos en plazas y edificios de Barcelona. Se dedicó también a la pintura de murales y de caballete, dejó una buena colección de dibujos así como de grabados.
Su obra se inscribe dentro del realismo mediterráneo y con una tendencia hacia el naturalismo. Publicó un libro titulado Técnica de la Escultura. Participó en diversas Exposiciones nacionales, consiguiendo en el año 1915 la Primera Medalla por su obra Aurora, en la actualidad expuesta en la Biblioteca Nacional de Madrid como depósito del antiguo Museo Español de Arte Contemporáneo, hoy Centro de Arte Reina Sofía. En el año 1947 se le concedió el Premio Nacional de Pintura y Escultura.
Entre sus obras destacan:
- Maternidad (1928), Plaza de Cataluña.
- Mujer con ángel (1928), Plaza de Cataluña.
- Diana cazadora (1928), Jardín de la Fundación Julio Muñoz Ramonet.
- La noche (1929), Parque de la Ciudadela.
- Don Juan de Borbón y Battemberg, Conde de Barcelona, con uniforme de la S.0.M. de Malta (h. 1935), colección Iñigo Pérez de Rada Cavanilles, Madrid.
- Ángel, relieve superior del Monumento a los Mártires de la Independencia (1941), Plaza Garriga i Bachs.
- Nuestra Señora embarazada (1944), Casa Provincial de Maternidad y Expósitos de Barcelona.
- La Victoria o La Cruzada (1961), situado en la Casa de la Ciudad de Barcelona hasta 2003.